# II. Gergely (nyitrai püspök)
Gergely († 1490 k.) magyar katolikus főpap.
Minorita rendi szerzetes volt, aki 1484. január 25. és február 23. között választott, 1484. október 1.‑1490. augusztus 5. között tényleges nyitrai püspök. Halálát követően (1490) székét Sánkfalvai Antal foglalta el.